# Современный театр (Вроцлав)
Вроцлавский современный театр — каменное здание расположенное в центре города Вроцлав в Польше, театр основан в 1948 году под названием Teatr Młodego Widza.

## Театральные сцены
В здании театра размещены три аудитории:
Большая сцена — это интерьер с кондиционером, адаптированный для зрителей с ограниченными возможностями, вместимостью 246 мест. Этот зал представляет собой идеальный конференц-зал, где можно проводить симпозиумы, юбилеи, концерты и презентации. За сценой — гримёрные и театральный буфет. К Большой сцене примыкает фойе — на первом этаже есть раздевалки, а на втором этаже находится Театральное кафе с видом на реку Одер.
Мансардная сцена расположена на верхнем этаже здания, под куполом, закрывающим бывший чердак. Сцена может вместить до 100 зрителей.
Малая сцена представляет собой адаптированный интерьер подвала со сводчатыми арками и неоштукатуренными стенами. Он вмещает около 45 посадочных мест и обеспечивает тесный контакт с актёрами.

## История театра
Истоки театра относятся к 1948 году. До того, как он стал называться «Современный театр», он выступал под именами: «Театр Млодего Видза» (1950) и «Театр Розмайтосьци» (1957). В начале 1970-х годов Эдмунд Верчинский стал покровителем театра.
В 1975 году Казимеж Браун стал генеральным и художественным руководителем театра. Первая режиссёрская работа Брауна — «Белый брак» Тадеуша Ружевича — имела большой успех. Было поставлено более 600 спектаклей по этому сценарию. Браун продолжил дело Витковского, построив один из лучших театров в Польше, успешно представивший свои достижения и за рубежом. После конфликта с коммунистическим режимом Браун был уволен. Вместе с ним из театра ушли многие актёры. Сменявшие друг друга режиссёры поддерживали театр на высоком художественном уровне, ставя, в частности, «Люблинский волшебник» Зингера, реж. Ян Шурмией, «Самоубийство» Эрдмана в постановке Ежи Яроцкого, «Вишнёвый сад» Чехова Андро Енукидзе и многие другие.
В 1995 году театр стал муниципальным театром под названием Современный театр Вроцлава. Четыре года спустя, 1 января 1999 года, Кристина Мейснер стала генеральным и художественным руководителем театра. Именно в этот период были созданы знаменитые спектакли Кшиштофа Варликовского, «Очищенный» и «Диббук», а также серия спектаклей Яна Клаты «Трансфер!».
С 2001 по 2011 годы театр организовал шесть последовательных выпусков Международного театрального фестиваля «Диалог-Вроцлав». Постоянное место в репертуаре Современного театра заняли пьесы Тадеуша Ружевича, одного из крупнейших литературных авторов рубежа ХХ и XXI веков, активно ставились пьесы по произведениям Гельмута Кайзара и Тимотеуша Карповича. С осени 2012 года фестиваль проводится вне театра — под эгидой Культурной столицы Европы 2016.
1 сентября 2012 года Марек Федор, преподаватель из Лодзя, занял должность генерального и художественного директора.